# Igreja Católica em Timor-Leste
O catolicismo em Timor-Leste faz parte da Igreja Católica Romana, sob a liderança espiritual do Papa no Vaticano. Desde a sua independência da Indonésia, Timor-Leste tornou-se o segundo país predominantemente católico do mundo (depois do Vaticano), um legado do seu estatuto como uma antiga colónia portuguesa. Cerca de 96,9% dos timorenses são católicos, apenas 2,2% pertencem a uma fé protestante a partir de 2010.
O país foi dividido em três circunscrições eclesiásticas: a Arquidiocese de Díli e as dioceses de Baucau e Maliana. 
O núncio apostólico de Timor-Leste é simultaneamente, neste momento, o núncio da Malásia. Atualmente, o núncio é Wojciech Załuski.

## História

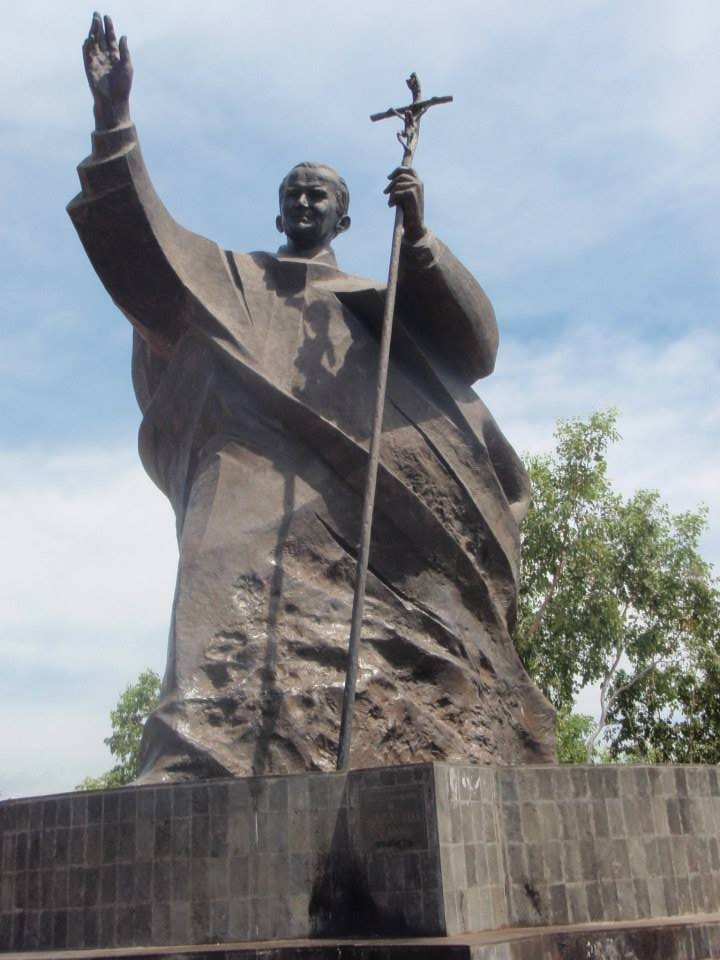
Estátua do papa São João Paulo II em Tasitolu.

No início do século XVI, os comerciantes portugueses e holandeses estabeleceram o primeiro contacto com Timor-Leste. Os missionários mantiveram um contacto esporádico até 1642 quando Portugal assumiu e manteve o controlo até 1974, com uma breve ocupação do Japão durante a Segunda Guerra Mundial.
A Indonésia invadiu Timor-Leste em 1975 e anexou a antiga colónia portuguesa. Os sistemas de crenças animistas timorenses não encaixaram a monoteísta Constituição da Indonésia, resultando nas conversões em massa para o cristianismo. O clero português foi substituído por sacerdotes indonésios e a missa latina e portuguesa foi substituída pela missa indonésia. A Igreja desempenhou um papel importante na sociedade durante a ocupação indonésia de Timor-Leste. Enquanto apenas 20% dos timorenses declaravam-se católicos no momento da invasão de 1975, o índice atingiu 95% no final da primeira década após a invasão. Durante a ocupação, o bispo Carlos Filipe Ximenes Belo tornou-se um dos mais proeminentes defensores dos direitos humanos em Timor-Leste e muitos sacerdotes e freiras arriscaram as suas vidas na defesa dos cidadãos contra os abusos militares. A visita do papa João Paulo II em 1989 a Timor-Leste expôs a situação do território ocupado aos meios de comunicação mundiais e forneceu um catalisador para os ativistas independentes para buscar apoio global. Oficialmente neutro, o Vaticano desejou manter boas relações com a Indonésia, a maior nação muçulmana do mundo. Após a sua chegada a Timor-Leste, o papa beijou simbolicamente uma cruz e pressionou-a no chão, aludindo à sua prática habitual de beijar o chão à chegada a uma nação, e ainda evitando sugerir abertamente que Timor-Leste era um país soberano. Ele falou fervorosamente contra os abusos no seu sermão, evitando nomear as autoridades indonésias como as responsáveis. O papa falou contra a violência em Timor-Leste, e pediu que ambos os lados mostrassem contenção, implorando os timorenses a "amar e rezar pelos seus inimigos".
Em 1996, o bispo Carlos Filipe Ximenes Belo e José Ramos-Horta, os dois principais ativistas timorenses para a paz e a independência, receberam o Prémio Nobel da Paz pelo "o seu trabalho conducente para uma solução justa e pacífica para o conflito em Timor-Leste".
Muitos sacerdotes e freiras foram assassinados na violência em Timor-Leste que se seguiu ao referendo de independência de 1999. A nação recém-independente declarou três dias de luto nacional após a morte do papa João Paulo II em 2005.
A Igreja Católica Romana continua muito envolvida na política, com os confrontos de 2005 com o governo sobre a educação religiosa na escola e a suspensão dos julgamentos de crimes de guerra por atrocidades contra timorenses pela Indonésia. Eles também aprovaram o novo primeiro-ministro nos seus esforços para promover a reconciliação nacional. Em junho de 2006, a Catholic Relief Services recebeu ajuda dos Estados Unidos para ajudar as vítimas dos meses da agitação no país.
A 11 de setembro de 2019, o Papa Francisco elevou a diocese à Arquidiocese metropolitana, recebendo como sufragâneas as Dioceses de Baucau e Maliana.
No Consistório Ordinário Público de 2022, foi criado o primeiro cardeal de Timor-Leste, Virgílio do Carmo da Silva, S.D.B..

## Católicos por município

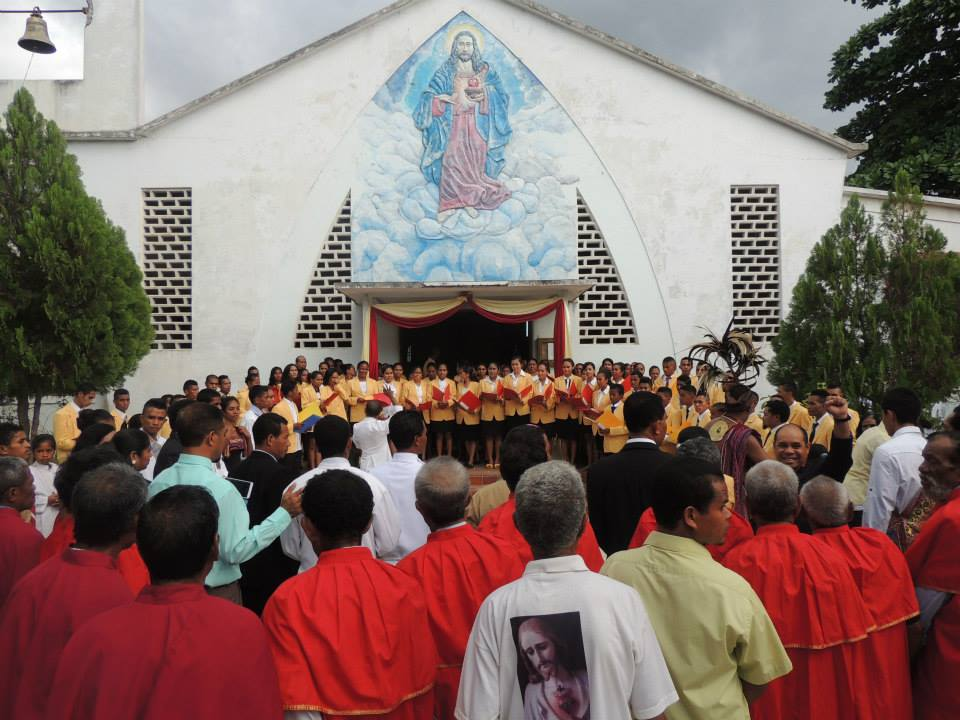
Fiéis rezando em frente a Paróquia do Sagrado Coração de Jesus de Becora.

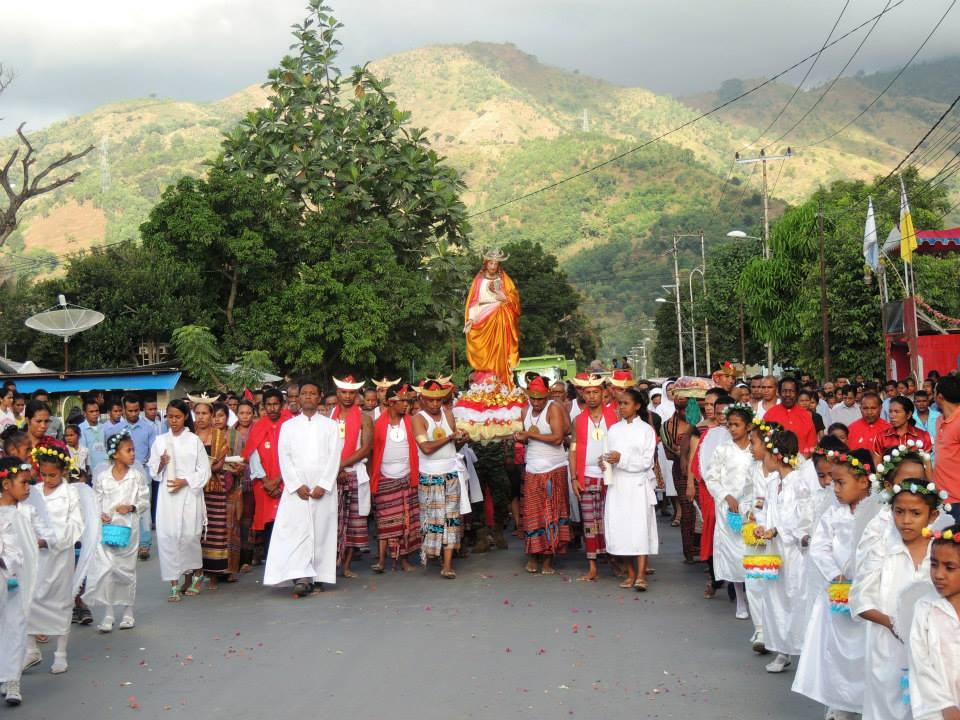
Procissão em Becora.

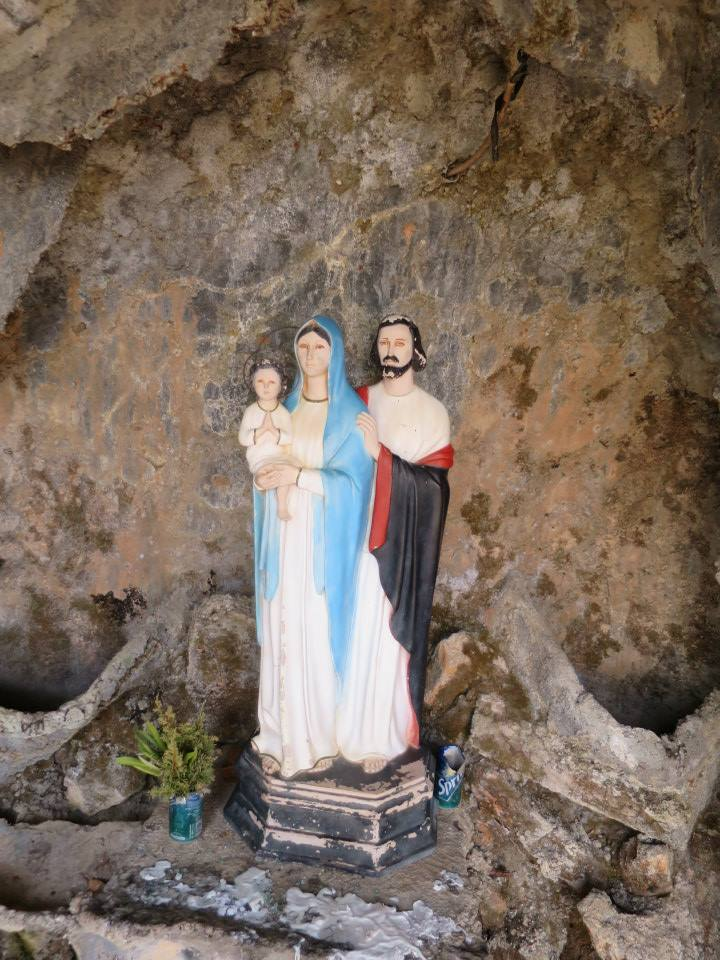
Sagrada Família em Remexio

De acordo com o censo demográfico de 2010 da Direção-Geral de Estatística, a percentagem dos católicos por município distribui-se da seguinte maneira:
| Catolicismo em Timor-Leste |           |           |           |
| Município                  | População | Católicos | Católicos |
| Ainaro                     | 58 147    | 57 221    | 98,4 %    |
| Aileu                      | 46 664    | 39 919    | 85.5 %    |
| Baucau                     | 110 160   | 107 998   | 98,0 %    |
| Bobonaro                   | 911 199   | 90 815    | 99,6 %    |
| Cova Lima                  | 59 045    | 58 874    | 99,7. %   |
| Díli                       | 228 559   | 216 047   | 94,5 %    |
| Ermera                     | 116 937   | 114 927   | 98,3 %    |
| Liquiçá                    | 63 171    | 60 193    | 95,3 %    |
| Lautém                     | 59 776    | 87 784    | 96,7 %    |
| Manufahi                   | 48 614    | 46 674    | 96,0 %    |
| Manatuto                   | 41 709    | 40 966    | 98,2 %    |
| Oecusse                    | 63 514    | 63 065    | 99,3 %    |
| Viqueque                   | 69 476    | 66 764    | 96,1 %    |
| Fonte:                     |           |           |           |